# Welsh Premier League 2010-2011
La Welsh Premier League 2010-2011 è la 19ª edizione del massimo campionato calcistico del Galles. Ha avuto inizio il 13 agosto 2010 e si è conclusa il 30 aprile 2011. Il Bangor City ha vinto il titolo per la terza volta.

## Squadre partecipanti
- The New Saints
- Neath Athletic
- Bangor City
- Llanelli
- Bala Town
- Prestatyn Town

- Port Talbot Town
- Aberystwyth Town
- Airbus UK Broughton
- Carmarthen Town
- Newtown
- Haverfordwest County

## Classifica
Fonte:BBC Archiviato il 31 gennaio 2011 in Internet Archive.
|  |     | Classifica 2010-2011 | Pt | G  | V  | N  | P  | GF | GS | DR  |  |
|  | --- | -------------------- | -- | -- | -- | -- | -- | -- | -- | --- |  |
|  | 1.  | Bangor City          | 70 | 32 | 22 | 4  | 6  | 80 | 44 | +36 |  |
|  | 2.  | The New Saints       | 68 | 32 | 20 | 8  | 4  | 87 | 34 | +53 |  |
|  | 3.  | Neath Athletic       | 58 | 32 | 16 | 10 | 6  | 62 | 41 | +21 |  |
|  | 4.  | Llanelli             | 53 | 32 | 15 | 8  | 9  | 58 | 41 | +17 |  |
|  | 5.  | Prestatyn Town       | 40 | 32 | 10 | 12 | 12 | 44 | 46 | -2  |  |
|  | 6.  | Port Talbot Town     | 36 | 32 | 8  | 12 | 12 | 37 | 48 | -11 |  |
|  |     |                      |    |    |    |    |    |    |    |     |  |
|  | 7.  | Aberystwyth Town     | 42 | 32 | 11 | 9  | 12 | 42 | 54 | -12 |  |
|  | 8.  | Airbus UK Broughton  | 41 | 32 | 11 | 8  | 13 | 53 | 52 | +1  |  |
|  | 9.  | Newtown              | 35 | 32 | 8  | 11 | 13 | 40 | 55 | -15 |  |
|  | 10. | Carmarthen Town      | 35 | 32 | 10 | 5  | 17 | 39 | 64 | -25 |  |
|  | 11. | Bala Town            | 33 | 32 | 10 | 3  | 19 | 41 | 57 | -16 |  |
|  | 12. | Haverfordwest County | 19 | 32 | 5  | 4  | 23 | 30 | 77 | -47 |  |

## Play-off per l'Europa League
Le prime cinque squadre classificate tra quelle non ancora qualificate per le coppe europee si sono affrontate nei play-off per la conquista dell'ultimo posto disponibile per la UEFA Europa League 2011-2012. Tutte le sfide si sono giocate in gara unica, in casa della squadra con il miglior piazzamento in classifica.

### Quarto di finale
|                  | Risultato |                     | Luogo e data                |  |
| ---------------- | --------- | ------------------- | --------------------------- |  |
| Aberystwyth Town | 2 - 1     | Airbus UK Broughton | Aberystwyth, 10 maggio 2011 |  |

### Semifinali
|                | Risultati |                  | Luogo e data                |  |
| -------------- | --------- | ---------------- | --------------------------- |  |
| Neath Athletic | 2 - 1     | Aberystwyth Town | Neath, 15 maggio 2011       |  |
| Prestatyn Town | 2 - 1     | Port Talbot Town | Port Talbot, 15 maggio 2011 |  |

### Finale
|                | Risultati |                | Luogo e data          |  |
| -------------- | --------- | -------------- | --------------------- |  |
| Neath Athletic | 3 - 2     | Prestatyn Town | Neath, 21 maggio 2011 |  |

## Verdetti
- Campione:  Bangor City
- In UEFA Champions League 2011-2012: Bangor City (al secondo turno preliminare)
- In UEFA Europa League 2011-2012: Llanelli (al secondo turno preliminare), The New Saints, Neath Athletic (al primo turno preliminare)
- Retrocessa: Haverfordwest County